# Battaglia di Grumento
La battaglia di Grumento fu combattuta nella primavera del 207 a.C. fra i cartaginesi di Annibale e i romani di Gaio Claudio Nerone. L'esito secondo le fonti classiche fu incerto o favorevole ai romani, ma è verosimile invece che Annibale ebbe la meglio o almeno riuscì con successo ad evitare di essere bloccato nella Lucania. Il condottiero cartaginese infatti riuscì a proseguire agevolmente la sua marcia e raggiunse prima Venosa e poi Canosa dove rimase in attesa dell'arrivo da nord del fratello Asdrubale Barca, senza essere intralciato dall'esercito di Claudio Nerone.
Peraltro il console, informato dei piani di Asdrubale, decise di partire con parte delle sue truppe verso nord e si congiunse con l'altro console presso il fiume Metauro, dove Asdrubale Barca fu sconfitto e ucciso.